# Henri Matisse
Henri Émile Benoît Matisse (Le Cateau-Cambrésis, 31 december 1869 – Cimiez, nabij Nice, 3 november 1954) was een Franse kunstschilder, graficus en beeldhouwer. Samen met Pablo Picasso wordt hij herinnerd als een van de meest invloedrijke en vernieuwende kunstenaars van de 20e eeuw.
Matisse groeide op in het noorden van Frankrijk in de bourgeoisie en begon zijn loopbaan aanvankelijk als rechtenstudent. In 1891 verhuisde hij naar Parijs om kunst te studeren aan de École des Beaux-Arts en de Académie Julian, waar hij les kreeg van onder anderen Gustave Moreau. Hij raakte daar snel onder de indruk van postimpressionisten als Paul Cézanne en Vincent Van Gogh. Tijdens zijn reizen naar Zuid-Frankrijk en Noord-Afrika ontwikkelde hij een fascinatie voor licht, kleur en ornamentiek, die blijvend invloed zouden uitoefenen op zijn stijl.
Matisse combineerde een beweeglijke, speelse compositie met een gedurfde benadering voor kleur, waarmee hij radicaal afweek van de academische tradities van zijn tijd. Met zijn fauvistische werken, waarin felle kleuren onverdund naast elkaar worden geplaatst, stond hij aan de wieg van de moderne beeldende kunst. Zijn oeuvre is relatief veelzijdig, bestaande uit schilderijen, tekeningen, collages en beeldhouwwerken, die allen een indruk geven van zijn zoektocht naar eenvoud en harmonie. Hoewel Matisse soms uitsluitend geassocieerd wordt met het fauvisme, ontwikkelde zijn stijl zich sterk gedurende zijn carrière, van decoratieve portretten en landschappen tot de revolutionaire knipseltechniek (papiers gouaches) in zijn latere jaren.

## Biografie

### Jeugd
Matisse werd geboren in een Franse bourgeoisie-familie te Le Cateau-Cambrésis, een familie van wevers langs vaderskant en leerlooiers langs moederskant. Hij bracht zijn jeugd door in Bohain-en-Vermandois, vlak bij zijn geboorteplaats, waar zijn ouders handel dreven in graan en drogisterij. Hij groeide op tussen thuiswevers, die de kostbare stoffen in wol en zijde maakten voor de hogere burgerij van Parijs.
Hij studeerde rechten en kwam terecht bij het Openbaar Ministerie. In 1890, tijdens een moeizaam herstel van één jaar na een blindedarmoperatie, begon hij prenten te kopiëren. Hij werd door de kleuren gegrepen en tegen de voorkeur van zijn familie in richtte Matisse zich op de kunst. Hij volgt tekenlessen aan de Quentin de la Tour-school.
In 1892 trok hij weer naar Parijs, waar hij destijds student was geweest, liet zich inschrijven aan de Académie Julian en volgde een avondcursus aan de École des arts décoratifs. Met zijn leraren op de scholen kon hij het niet goed vinden. Zij stelden dat hij niet goed genoeg kon tekenen. Beslissend was hier zijn kennismaking met Albert Marquet en met Gustave Moreau. Hij krijgt contact met Georges Rouault, Charles Camoin, Henri Manguin en met de Belg Henri Evenepoel, zijn latere geestesgenoten in het fauvisme.

### Eerste jaren
Aanvankelijk vertoonden zijn doeken een eerder omfloerst poëtische Nabis-atmosfeer. Zijn palet klaarde op nadat hij het werk van Vincent van Gogh leerde kennen en Camille Pissarro hem wees op zijn minder geslaagd kleurgebruik.
Hij trouwde in 1898 en verbleef kort in Londen, waar hij zich verdiepte in het werk van William Turner. Hierna leerde hij de zuidelijke helle kleuren kennen op Corsica. In 1899 keerde hij terug naar Parijs, aan de Quai St. Michel, waar hij zou blijven wonen tot 1907. Hij raakte er in de ban van de kleurencombinaties van Cézanne en Gauguin. Maar ook de beeldhouwwerken van Auguste Rodin fascineerden hem. Hij waagde zich ook aan beeldhouwwerk en stelde zijn eerste stukken tentoon.
Na een kort verblijf, in 1904, bij Paul Signac in Saint-Tropez, nam hij het divisionisme en het pointillisme onder handen. Hij bouwde zijn schilderijen op met gekleurde toetsen en met weglating van schaduwen en dominante kleuren. "Luxe, calme et volupté" ontstaat, naar een gedicht van Charles Baudelaire. Hij bemerkte al snel de beperkingen van deze manier van schilderen en waagde zich nog een stap verder. De zomer van 1905 bracht hij door in Collioure en schilderde erop los, in gezelschap van André Derain.

### Fauvisme
1905 is het jaar waarin de naam Matisse op de voorgrond treedt, om zich daar niet meer van te laten verdringen. Hij begint naam te maken als de grondlegger van het "fauvisme", een stijl met fel contrasterende kleuren naast elkaar zonder enige overgang, waarbij de harde confrontaties niet getemperd worden. Ook wordt er geen rekening meer gehouden met het perspectief. De voorgrond wordt als het ware omlaaggeklapt en staat in het schilderij in hetzelfde plan als de achtergrond. Toch wordt het perspectief in zekere mate geaccentueerd door kunstig gebruik van vorm en kleur.
De journalist-criticus Louis Vauxcelles schold de exposanten op het Salon d'Automne uit voor "Les Fauves" (De Wilde Beesten) en zo werd de toon gezet voor de groep fauvisten met onder meer Matisse, Marquet, de Vlaminck en Derain. Matisses bijdragen La fenêtre ouverte à Collioure en La femme au chapeau werden op deze expositie met de grond gelijk gemaakt door de critici. Men schreef onder andere “Afgezien van de gebruikte materialen, heeft dit alles niets meer met schilderwerk te maken. Het zijn barbaren die men bij ongeluk verf in handen gaf, kinderen die men naar hartenlust met een schildersdoos liet morsen...”.
Matisse was een kunstenaar, die, naast het schilderen, in het tekenen, de grafiek, de decoratie en de sculptuur werkte. Literair presteerde hij in 1908 met Notes d'un peintre.
Intussen, in 1907, hadden Pablo Picasso met zijn ophefmakende Les Demoiselles d'Avignon en Paul Cézanne met zijn retrospectieve tentoonstelling in de Salon d'Automne van datzelfde jaar, de weg geopend naar het nieuwe kubisme. Matisse bleef zijn kleurentechniek trouw. Hij tekende in 1909 een contract met de galerie Josse & Gaston Bernheim en vond erkenning bij de grote verzamelaars. Aanvankelijk bij de in 1903 uit Amerika geëmigreerde familie Stein, waarvan Gertrude Stein zich meer zou toeleggen op de postimpressionisten en haar broer en schoonzus - Michael en Sarah Stein-Samuels - de echte verzamelaars van Matisse werden. Vervolgens vond Matisse bewondering en steun bij twee Russische kunstverzamelaars: Ivan Morozov en Sergei Sjtsjoekin. Voor deze laatste maakte hij La musique en La danse, in 1909. Over dit laatste zei hij “...Trois couleurs pour un vaste panneau de danse: l'azur du ciel, le rose des corps, le vert de la colline ...”.

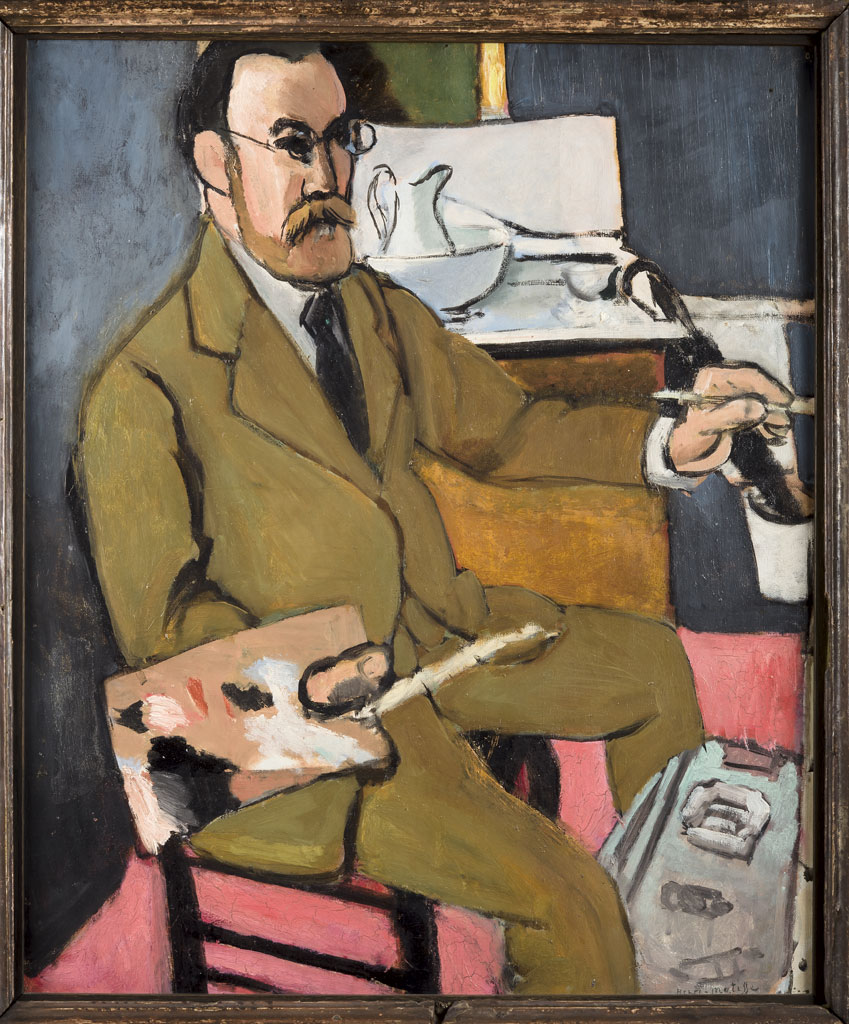
Zelfportret, 1918

In december 1917 vestigde hij zich in Nice en begon zijn période niçoise. Hij schilderde er in zijn atelier in hoofdzaak vrouwen, dikwijls in oriëntaalse kledij. Hij wilde in zekere mate hiermee de kleuren van het weefsel "vertalen" met de kleuren van zijn palet. Om zijn naakten hun speelse arabesken te laten uitvoeren gebruikte hij zwart als kleur van het licht. In die periode maakte hij ook veel gravures.
In 1930 maakte hij een reis naar de Verenigde Staten en reisde door naar Tahiti. Op dit eiland ontdekte hij een ander soort licht. Het is voor hem “un gobelet d'or profond dans lequel on regarde” (“een diepe gouden kroes waarin men staart”).
Na zijn terugkeer in Frankrijk verhuisde hij in 1938 naar Nice-Cimiez. Na een moeilijke chirurgische ingreep voor een kankergezwel in 1941, gaven de artsen hem nog slechts zes maanden te leven. Matisse besloot voortaan nog slechts te doen waar hij zin in had, zonder rekening te houden met wat de anderen van hem verwachtten of eisten. Aldus werden de jaren '40 een periode waarin er een sluitende overeenkomst tot stand kwam tussen tekening en kleurgebruik. Hij werd bijgestaan door zijn verpleegster Monique Bourgeois, die ook zijn model werd.
In 1943 ging hij in Vence wonen. Hij schilderde er bloemen, weelderige planten, zonnige interieurs en sensuele vrouwen. De vormen in zijn schilderijen vlakken af, worden zuiverder en vereenvoudigen als het ware tot tekens. Hij illustreerde ook teksten van zijn geliefde dichters Pierre de Ronsard, Charles Baudelaire en Charles d'Orléans. Hij knoopte er ook opnieuw vriendschappen aan en schreef ongeveer 1200 brieven naar de tekenaar en schrijver André Rouveyre, die hij vroeger al ontmoet had in het atelier van Gustave Moreau.
In 1944 werden zijn vrouw en dochter Marguerite aangehouden door de Gestapo op verdenking te behoren tot het verzet. Zijn vrouw werd zes maanden in gevangenschap gehouden. Marguerite kon ontsnappen uit de trein waarmee zij naar een kamp werd overgebracht en hield zich schuil in een bos in de Vogezen.

### Laatste jaren
De laatste tien jaren van zijn leven zou de periode van zijn "papiers gouaches et découpés" worden, waarover hij zei: “Découper à vif dans la couleur me rappelle la taille directe des sculpteurs”. Door een verkeerd verlopen operatie was Matisse aan de (rol)stoel gebonden, kon hij niet meer uitgebreid staand schilderen. De oplossing vond hij in het werken met geverfd papier ("papiers gouaches"), waarin hij vormen uitknipte die hij weer voor het grotere werk gebruikte. Een aantal van deze werken werden ook door een drukker vermenigvuldigd. Matisse zag erop toe dat de gebruikte kleuren correct waren. Doordat de drukker de gebruikte materialen goed vastlegde, kunnen werken die nu ontkleurd zijn, weer gerestaureerd worden in hun originele kleuren.

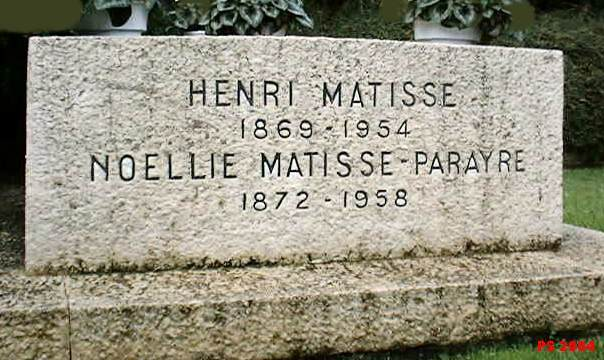
Grafsteen van Matisse in Nice

In 1945 werd er een grote retrospectieve tentoonstelling gehouden in de Salon d'Automne in Parijs. In 1946 realiseerde hij de kartons voor de wandtapijten Polynésie, le Ciel en Polynésie, la Mer.
Matisse triomfeerde op grote exposities in Londen, New York en Moskou. In 1948 creëerde hij zijn Saint Dominique, bestemd voor de kerk van Notre-Dame-de-Toute-Grace op het plateau van Assy.
De synthese van zijn werk kwam tot stand in 1949 in het ontwerp van het decor van de Chapelle du Rosaire de Vence (de rozenkranskapel van Vence). In 1952 schonk hij 82 werken aan zijn geboortestad Le Cateau-Cambrésis, waar een museum voor hem werd opgericht.
Matisse stierf op 3 november 1954 in Cimiez bij Nice ten gevolge van een hartinfarct in zijn appartement in Hotel Regina. Hij werd 84 jaar.

## Werken

### Schilderijen
- De gedekte tafel, 1897, olieverf op doek, 100 × 131 cm, Verzameling Stavros S. Niarchos
- Mannelijk naakt: De knecht, 1900, olieverf op doek, 99,3 × 72,7 cm, Museum of Modern Art in New York
- Atelier onder het dak, 1903, olieverf op doek, 55,2 × 46 cm, Fitzwilliam Museum in Cambridge (Verenigd Koninkrijk)
- Weelde, rust en zinnelijkheid, 1904, olieverf op doek, 98,3 × 118,5 cm, Centre Georges Pompidou in Parijs
- Interieur in Collioure, 1905, olieverf op doek, 59 × 72 cm, privéverzameling in Zwitserland
- André Derain, 1905, olieverf op doek, 39,5 × 29 cm, Tate Gallery in Londen
- Vrouw met hoed, 1905, olieverf op doek, 81 × 65 cm, privéverzameling in San Francisco
- Pastorale, 1905, olieverf op doek, 46 × 55 cm, Musée d'Art Moderne de la Ville de Paris in Parijs
- Portret met groene strepen (Madame Matisse), 1905, olieverf op doek, 40,5 × 32,5 cm, Statens Museum for Kunst in Kopenhagen
- De muziek (schets), 1907, olieverf op doek, 73,4 × 60,8 cm, Museum of Modern Art in New York
- Blauw naakt (Herinnering aan Biskra), 1906, olieverf op doek, Baltimore Museum of Art in Baltimore
- De rode tapijten (Stilleven met rood tapijt), 1906, olieverf op doek, 89 × 116,5 cm, Musée de Peinture et de Sculpture in Grenoble
- De oever, 1907, olieverf op doek, 73 × 60,5 cm, Kunstmuseum Basel in Bazel
- Luxe I, 1907, olieverf op doek, 210 × 138 cm, Centre Georges Pompidou in Parijs
- De jeu-de-boulesspelers, 1908, Hermitage in Sint-Petersburg[2]
- Portret van Greta Moll, 1908, olieverf op doek, 93 × 73,5 cm, National Gallery in Londen[3]
- De rode kamer (harmonie in rood), 1908, olieverf op doek, 180 × 200 cm, Hermitage in Sint-Petersburg
- De dans (eerste versie), 1909, olieverf op doek, 259,7 × 390,1 cm, Museum of Modern Art in New York
- De dans, 1909-1910, olieverf op doek, 260 × 391 cm, Hermitage in Sint-Petersburg[4]
- Vrouw in het groen, 1909, olieverf op doek, 65 × 54 cm, Hermitage in Sint-Petersburg[5]
- Stilleven met blauw tafelkleed, 1909, olieverf op doek, 88,5 × 116 cm, Hermitage in Sint-Petersburg
- Muziek, 1910, olieverf op doek, 260 × 398 cm, Hermitage in Sint-Petersburg
- Het Blauwe Raam, Issy-les-Moulineaux, zomer 1913, olieverf op doek, 51½ × 35⅝" (130,8 × 90,5 cm)[6]
- Gezicht op Notre Dame. Parijs, quai Saint-Michel, voorjaar 1914, olieverf op doek, 58 × 37⅛" (147,3 × 94,3 cm)[7]
- Vrouw op een hoge stoel (Germaine Raynal). Parijs, quai Saint-Michel, voorjaar 1914, olieverf op doek, 57⅞ × 37⅝" (147 × 95,5 cm)[8]
- Goldfish and Palette. Parijs, quai Saint-Michel, herfst 1914, olieverf op doek, 57¾ × 44¼" (146,5 × 112,4 cm)[9]
- Jupiter en Leda (Leda en de zwaan), 1944-1946, olieverf op hout, 183 × 160 cm, collectie Maeght, Parijs
- Polynesië, de zee, 1946, collage met gouache, 200 × 314 cm, Centre Georges Pompidou in Parijs
- Ikarus, 1947, illustratie voor het boek Jazz, zeefdruk van gouache-collage
- Het circus, 1947, illustratie voor het boek Jazz, zeefdruk van gouache-collage
- Rood interieur, stilleven op blauwe tafel, 1947, olieverf op doek, 116 × 89 cm, Kunstsammlung Nordrhein-Westfalen in Düsseldorf
- Compositie (fluwelen stoffen), 1947, gouache-collage, 51,5 × 217,5 cm, Kunstmuseum Basel in Bazel
- Groot rood interieur, 1948, olieverf op doek, 146 × 97 cm, Centre Georges Pompidou in Parijs
- Het Egyptische gordijn, 1948, olieverf op doek, 116,2 × 88,9 cm, Phillips collection in Washington D.C.
- Interieur van de Rozenkrans-kapel in Vence, 1950, glas in lood, in Vence
- Zulma, 1950, gouache-collage, Statens Museum for Kunst in Kopenhagen
- Blauw naakt II, gouache met collage, 116,2 × 88,9 cm, Centre Georges Pompidou in Parijs
- Blauw naakt IV, 1952, gouache met collage, 103 × 74 cm, Musée Matisse (Nice)

## Musea

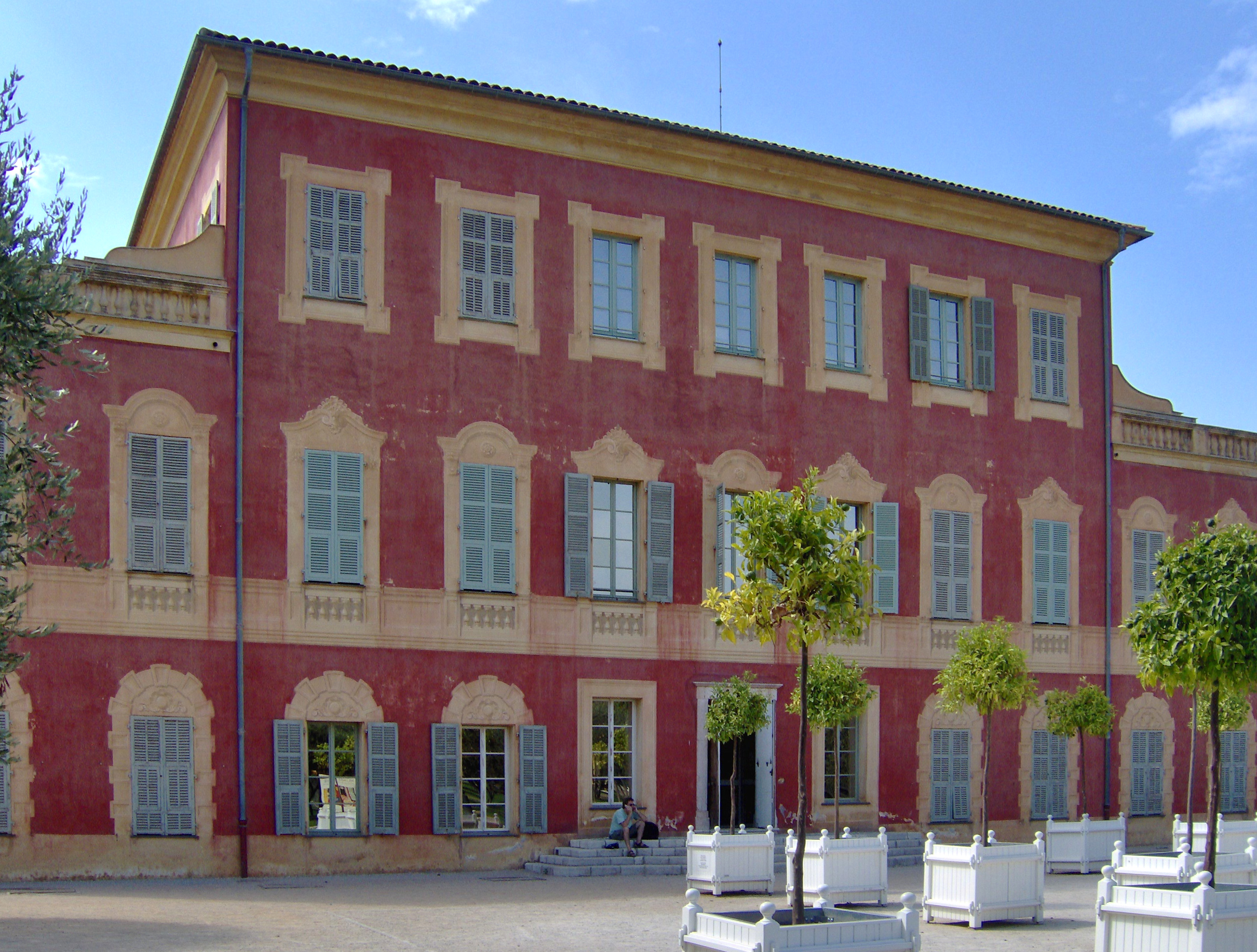
Musée Matisse (Nice)

Zijn werken hangen in diverse musea over de hele wereld, zoals:
- Musée Matisse in Cimiez in Nice
- Musée Matisse in Le Cateau-Cambrésis
- Centre Georges Pompidou in Parijs[10]
- De Hermitage in Sint-Petersburg[11][12]
- Fine Arts Museums of San Francisco in San Francisco
- Metropolitan Museum of Art en Museum of Modern Art in New York[13]
- National Gallery of Art in Washington D.C.[14]
- Museum Berggruen in Berlijn
- Statens Museum for Kunst (SMK) in Kopenhagen
- Museum Ludwig in Keulen

## Tentoonstellingen (selectie)

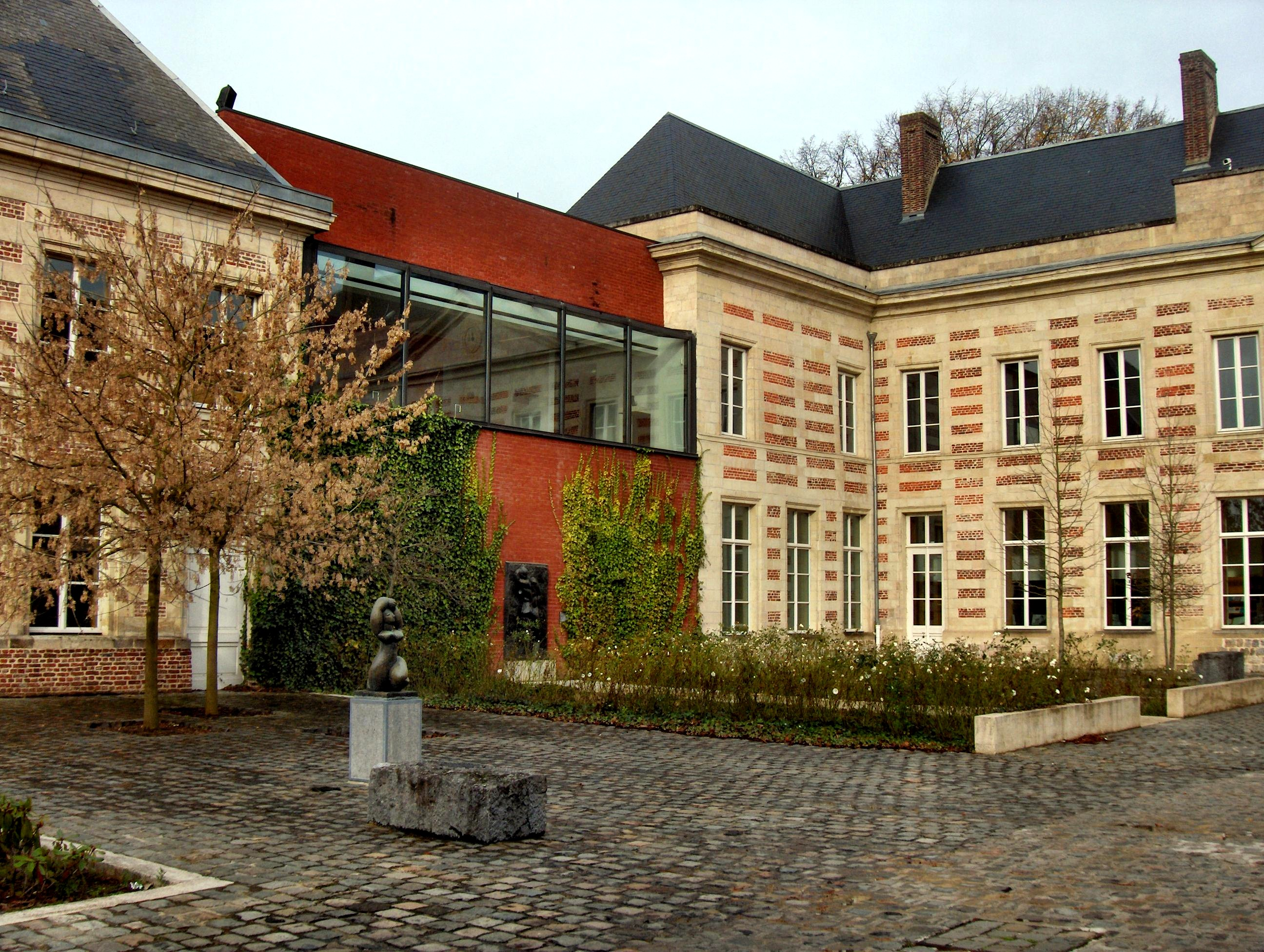
Musée Matisse in Le Cateau-Cambrésis

- Werken van Henri Matisse werden in Galerie 291 (1908, 1910, 1912), de Armory Show (1913), op de documenta 1 (1955), de documenta II (1959) en de documenta III (1964) in Kassel getoond
- 1904: Eerste solotentoonstelling bij Ambroise Vollard, Parijs
- 1905: Gemeenschappelijke tentoonstelling in de Salon d'Automne, waar het begrip fauvisme werd geïntroduceerd
- 1910: Eerste tentoonstelling bij Bernheim-Jeune, Parijs
- 1919/1920: Tentoonstellingen bij Bernheim-Jeune, Parijs
- 1931–1933: Retrospectieven in Berlijn, Parijs, Basel, New York
- 1934/35: Meerdere tentoonstellingen in de New Yorkse galerie van zijn zoon Pierre Matisse
- 1945: Retrospectieve in de Salon d’Automne; gezamenlijke tentoonstelling met Picasso in Londen
- 1949: Tentoonstelling in het Musée National d’Art Moderne, Parijs
- 1952: Opening van Musée Matisse in zijn geboortestad Le Cateau-Cambrésis
- 1953: Tentoonstelling van geknipte "papiers gouaches" in de Galerie Berggruen, Parijs en van sculpturen in Londen
- 1963: Opening van Musée Matisse in Nice
- 2002: Matisse – Picasso, Tate Modern, Londen; Les Galeries Nationales du Grand Palais, Parijs; Museum of Modern Art, New York
- 2008/2009: Matisse – Menschen Masken Modelle: Tentoonstelling in de Staatsgalerie Stuttgart en in Bucerius Kunst Forum, Hamburg
- 2009/2010: Matisse – Rodin, une rencontre entre deux maîtres de l’art moderne. 12 juni – 23 september 2009 in het Musée Matisse in Nice; 15 oktober 2009 – 15 februari 2010 in het Musée Rodin, Parijs
- 2010 van 6 maart t/m 17 september Matisse tot Malevich Pioniers van de moderne kunst uit de Hermitage  in Hermitage Amsterdam in Amsterdam[15]
- 2012 van 7 maart t/m 18 juni Matisse Paires et séries  in het Centre Georges Pompidou in Parijs[16]
- 2015: De oase van Matisse, Stedelijk Museum Amsterdam[17]